# Docosia rohaceki
Docosia rohaceki är en tvåvingeart som beskrevs av Sevcik 2006. Docosia rohaceki ingår i släktet Docosia och familjen svampmyggor.
Artens utbredningsområde är Slovakien. Inga underarter finns listade i Catalogue of Life.